# Wiejskie chaty
Wiejskie chaty – cykl obrazów namalowanych przez Vincenta van Gogha w latach 1883–1885, przedstawiający wiejskie domostwa, siedziby chłopów, których portrety artysta także malował i rysował w tym samym czasie.

## Okoliczności

### Haga (styczeń 1882–wrzesień 1883)

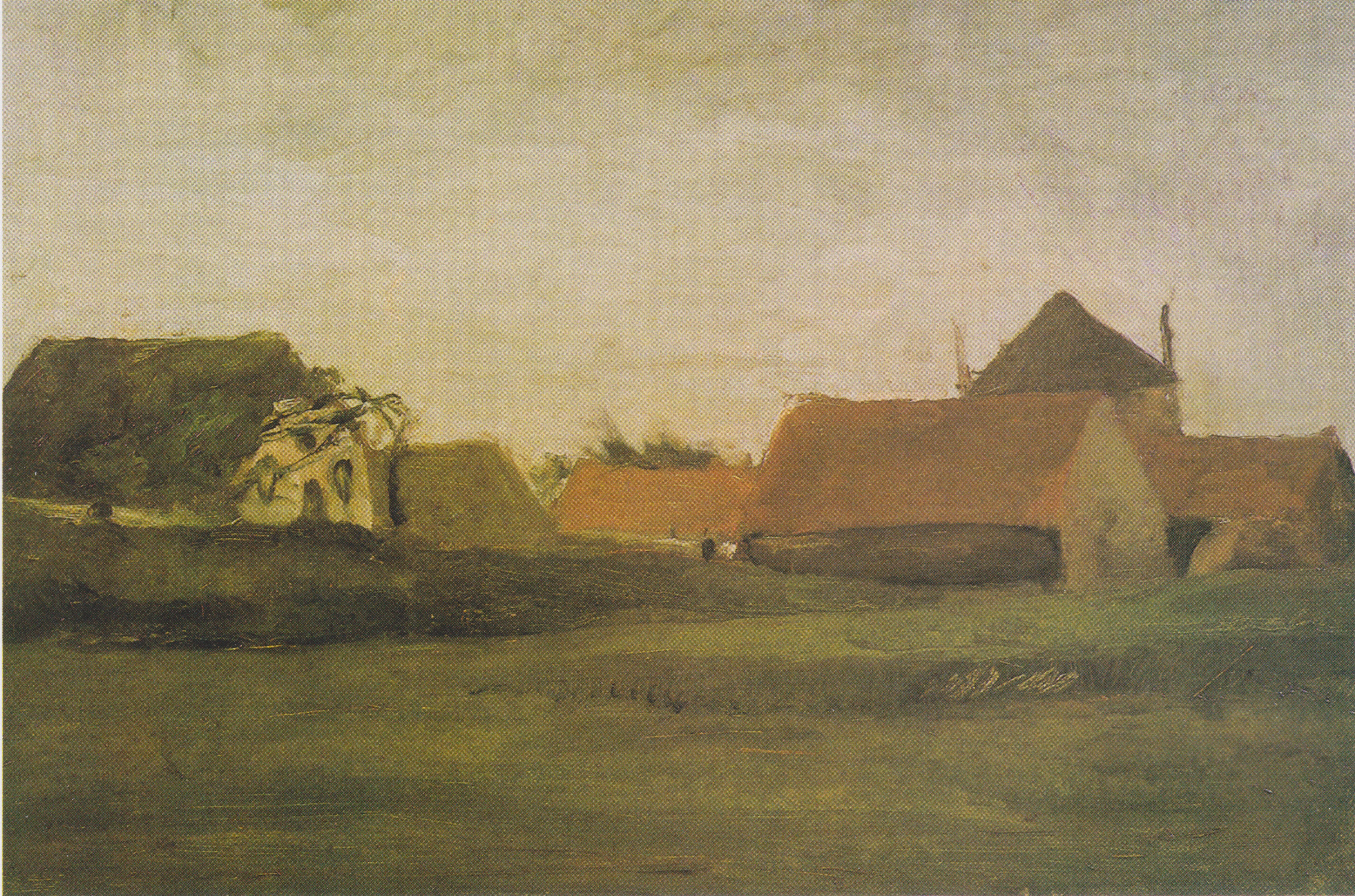
Wiejskie chaty w Loosduinen koło Hagi o świcie, sierpień 1883, Centraal Museum (nr kat. F16)

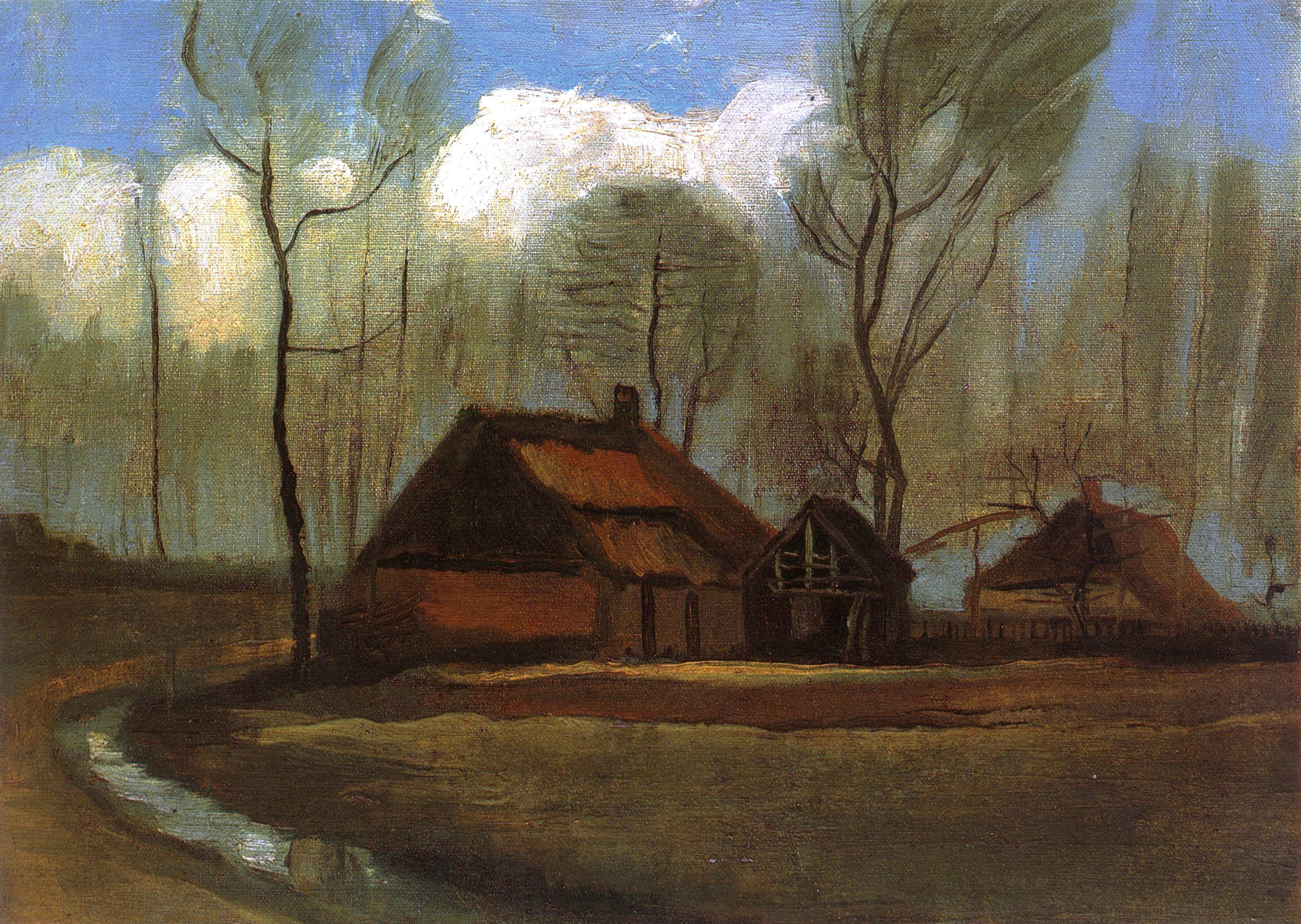
Wiejskie chaty pośród drzew, wrzesień 1883, Muzeum Kolekcji Jana Pawła II w Warszawie (nr kat. F18)

W okresie między styczniem 1882 a wrześniem 1883 Vincent van Gogh mieszkał w Hadze. Był to ważny punkt zwrotny w jego życiu, po nieudanej misji ewangelizacyjnej wśród belgijskich górników. Artysta po tych doświadczeniach zerwał z oficjalnym kościołem i jego praktykami. Pobyt w Hadze był pierwszym etapem w jego karierze artystycznej. Sporządził on wówczas setki prac, głównie rysunków (z których wiele zaginęło). Był w tym czasie pod wpływem Antona Mauve, który stał się jego nauczycielem. Pobyt w Hadze to także związek z prostytutką Sien Hoornik i nieudana (jak się wkrótce miało okazać) próba założenia rodziny i niemożliwość pogodzenia funkcji głowy rodziny z powołaniem artysty. Główne motywy obrazów i rysunków van Gogha z tego okresu, to sceny rodzajowe (w tym ludzie podczas pracy), a także portrety i pejzaże. Artysta dał się zauroczyć obrzeżami Hagi, stanowiącymi teren przejściowy między miastem a wsią. Malował tam głównie sceny morskie: wydmy, rybaków, łodzie i wzburzone fale.

### Drenthe (wrzesień–grudzień 1883)

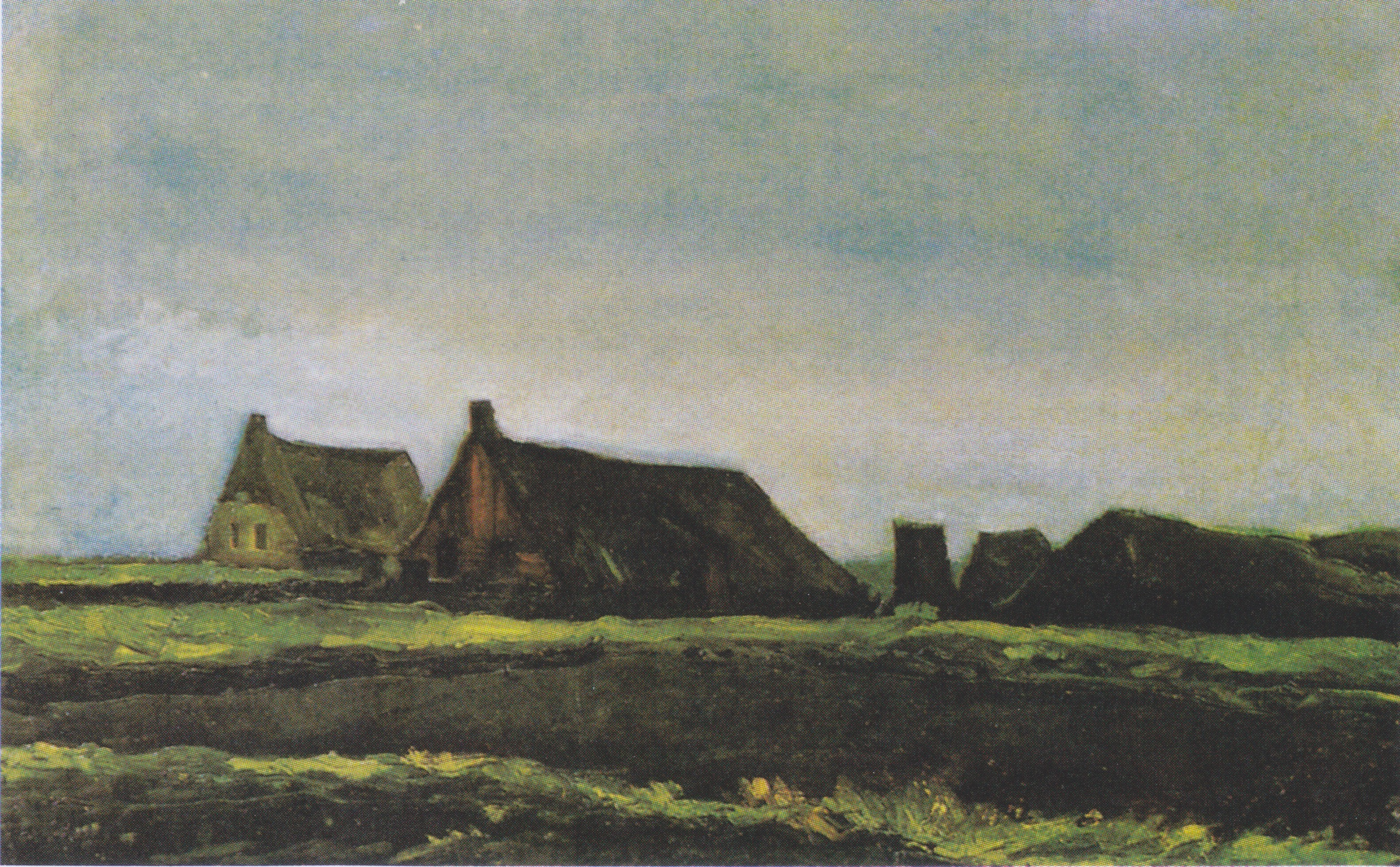
Wiejskie chaty, 1883, Muzeum Vincenta van Gogha (nr kat. F17)

We wrześniu 1883, po zerwaniu związku ze Sien Hoornik, van Gogh wyjechał z Hagi udając się do prowincji Drenthe w północnej Holandii. Początkowo zamieszkał w miejscowości Hoogeveen, a po miesiącu przeniósł się do położonego blisko niemieckiej granicy Nieuw-Amsterdam, który, jak dowiedział się w Hadze, był często odwiedzany przez artystów. Podczas pobytu w Drenthe van Gogh zarówno malował, jak i rysował. Codziennie rano przemierzał wiejskie okolice. Zainteresował się teorią koloru, rozwijając swą technikę poprzez dodawanie kolorów jaśniejszych do stosowanych dotychczas, przeważnie ciemnych tonacji. Prowincja Drenthe była regionem równinnym, który cechował się melancholijnym nastrojem. Przez kilka kolejnych miesięcy van Gogh praktycznie nie malował nic innego, jak tylko wiejskie chaty. Przysadziste, potargane wiatrem domy o pochyłych dachach, porozrzucane w równinnym krajobrazie stanowiły dla artysty odzwierciedlenie jego własnego losu, były metaforą jego własnej potrzeby anonimowości i ukrycia się w celu uniknięcia odpowiedzialności. Artysta bardzo się zbliżył do tych motywów, małych pagórków pośród grzęzawisk, woląc kontemplować w wyobraźni te brązowe, ziemiste skiby pokrywające równiny. Zazdrościł domostwom ich umiejętności dopasowania się do otoczenia. Jego ucieczka w samotność pozostawiła swoje piętno, a artysta stał się bardziej melancholijny, niż kiedykolwiek. Odczuwał wyrzuty sumienia po zerwaniu ze Sien po tym, jak zdał sobie sprawę, iż jest niezdolny do utrzymania rodziny. W Drenthe artysta poddawał próbie swój eskapizm i umiejętność wkroczenia w naturę w poszukiwaniu zapomnienia.
Jeden z obrazów namalowanych w Hoogeveen przedstawia Wiejskie chaty, skromne domostwa wyrastające z odkrytej równiny, umieszczone na tle jaśniejszego, wieczornego nieba. Efekt ten będzie często powracał w późniejszych pracach artysty.

### Nuenen (grudzień 1883–listopad 1885)

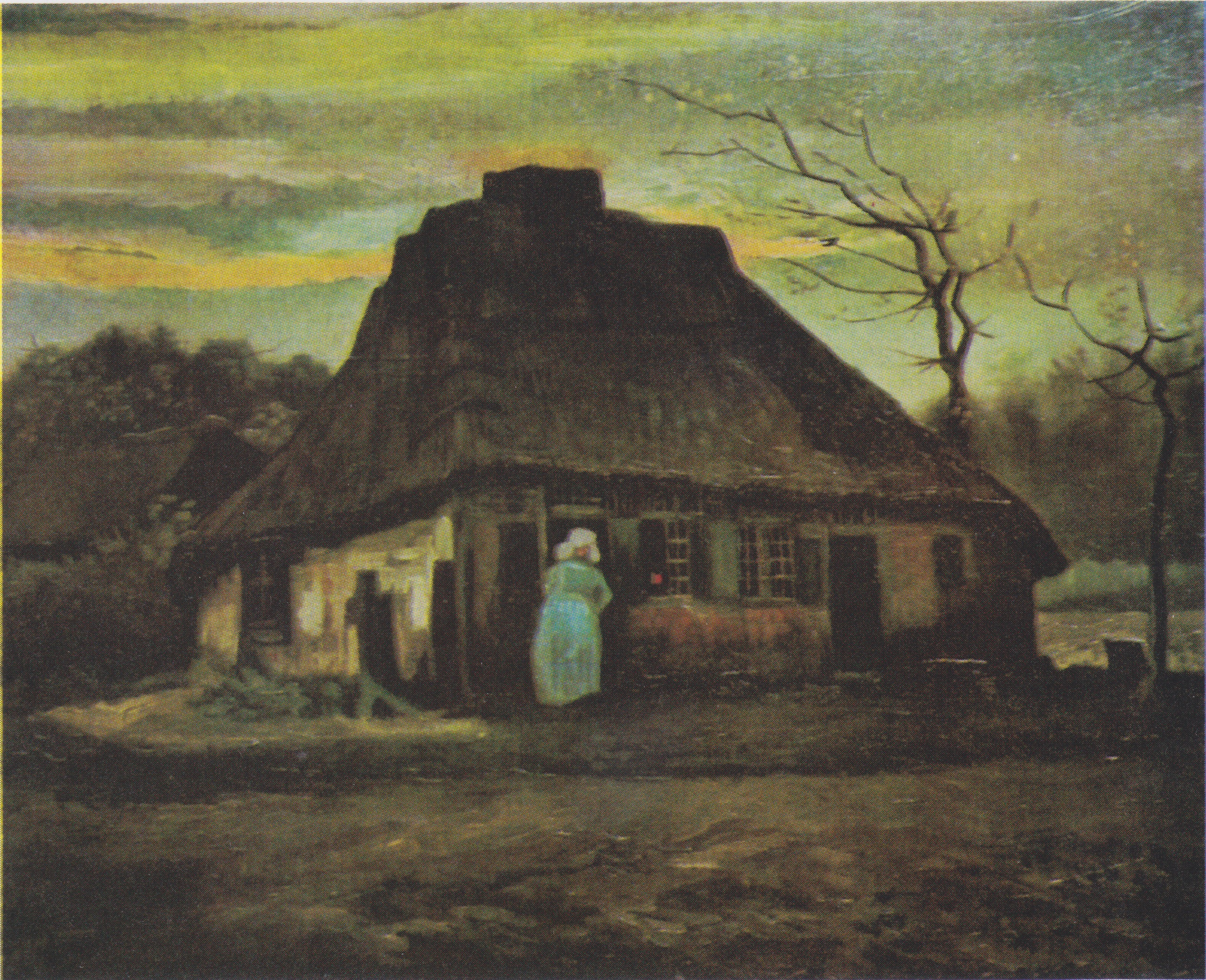
Wiejska chata, maj 1885, Muzeum Vincenta van Gogha (nr kat. F83)

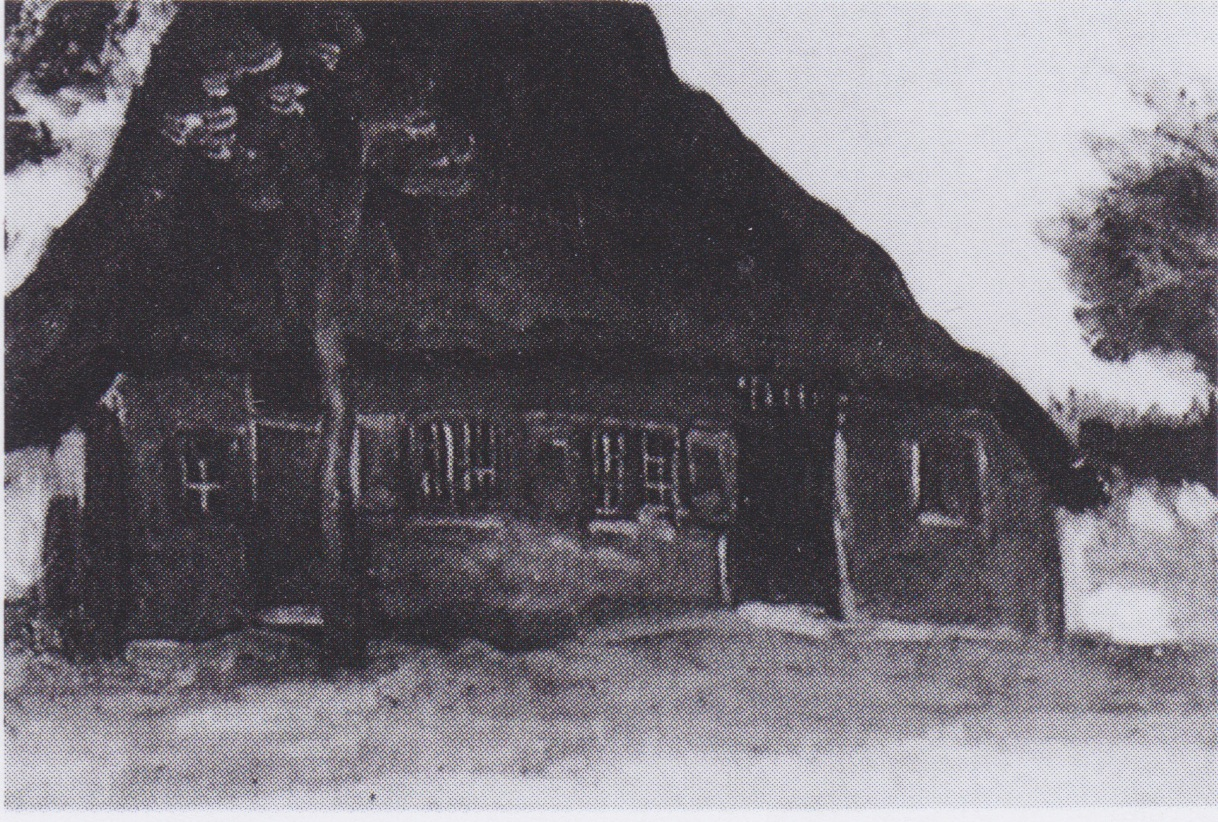
Zagroda z drzewami, 1885, kolekcja prywatna (nr kat. F92a)

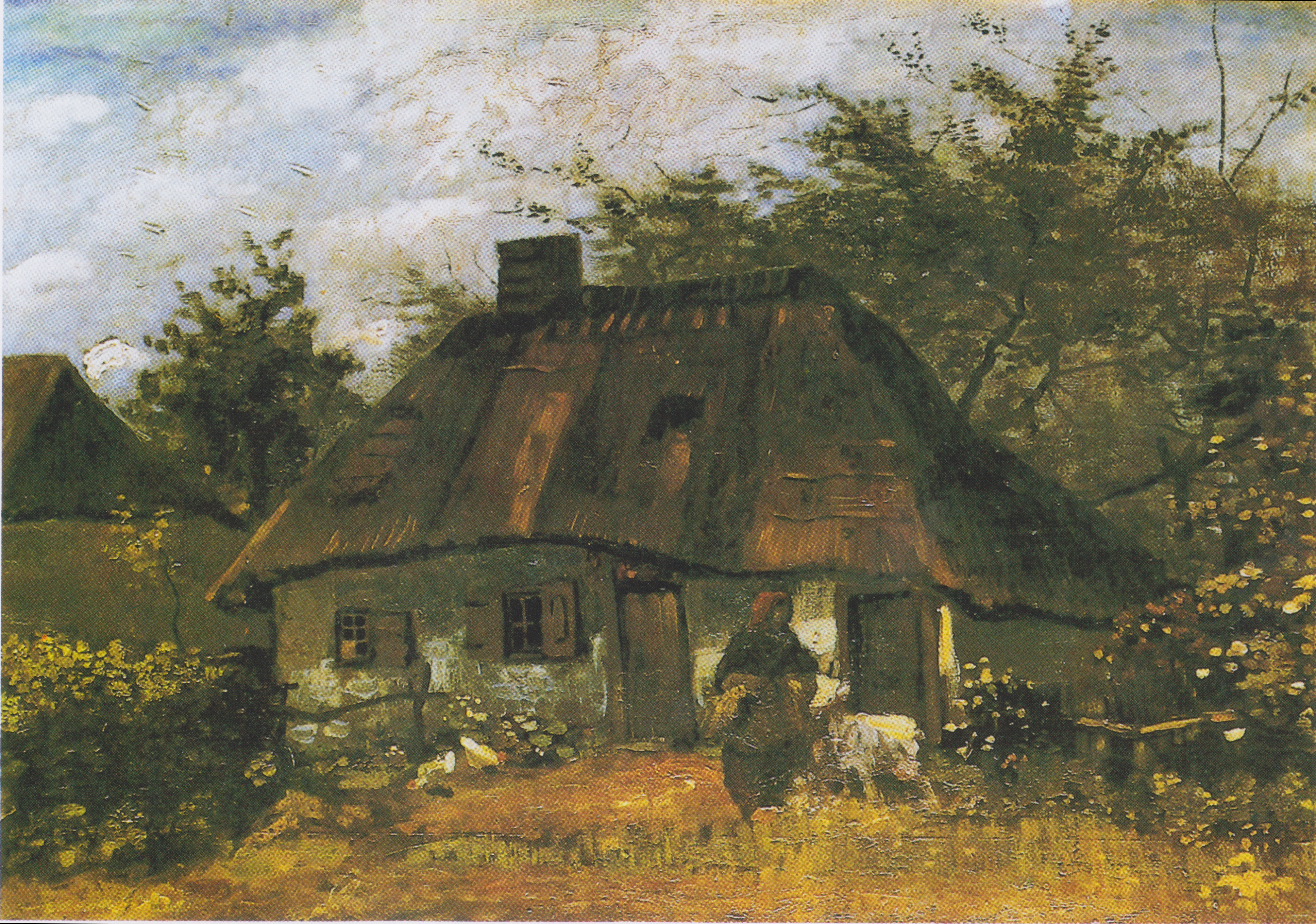
Wiejska chata i kobieta z kozą, 1885, Städel (nr kat. F90)

Podczas pobytu w Nuenen van Gogh zainteresował się bliżej życiem chłopów. W jednym z listów do brat stwierdził, iż chcąc poznać bliżej ich życie należy dzień w dzień mieszkać w ich chałupach, przebywać na polu tak jak oni znosząc upalne słońce latem, a śnieg zimą, nie z pozycji spacerowicza, ale jako jeden z nich.
Jeden z namalowanych wówczas obrazów, Wiejska chata, przedstawia stary budynek w porze zmierzchu, stanowiąc spokojny, sielankowy obrazek z życia wsi. Van Gogh był zafascynowany takimi wiejskimi domostwami, które nazywał „ludzkimi gniazdami”. W przedstawionym przez niego domu mieszkały dwie rodziny, z których jedna, de Groot, pozowała mu do obrazu Jedzący kartofle.
Obraz ten artysta namalował w kwietniu i maju, po czym znów podjął temat wiejskich chat. W liście do brata napisanym na początku czerwca 1885 stwierdził, iż chce ponownie namalować wiejskie domostwo, dwie walące się chałupy pod jednym dachem pokrytym strzechą i ze wspólnym kominem. Widok ten przypominał mu dwoje starych ludzi, którzy żyjąc razem stali się jednością, wspierając się wzajemnie.
Obrazy namalowane wówczas wykazują, w przeciwieństwie do tych namalowanych w Drenthe, cechy indywidualne i są tak bezpośrednie i asertywne, jak mieszkający w nich ludzie. Pokryte strzechą i otoczone drzewami tworzą organiczną jedność ze swym naturalnym środowiskiem, będąc, podobnie jak praca chłopów w polu, pewnym zapisem ludzkiej aktywności. Domostwa te, podobnie jak ich właściciele, mają wiejski i naturalny charakter. Są podobne do portretów malowanych w plenerze latem i kończonych zimą w studiu. Te wiejskie chaty to protagoniści van Gogha, a widoczni w ich pobliżu ludzie to ich atrybuty. W innym obrazie, Wiejska chata i kobieta z kozą (nr kat. F90) wieśniaczka, koza i kury nie mają znaczenia same w sobie; niczym się od siebie nie różniąc, służą raczej dla podkreślenia wiejskiego środowiska chaty. Tworzą pewną fabułę stanowiąc indywidualne tło skromnego domostwa.

#### Inne wiejskie chaty namalowane w Nuenen

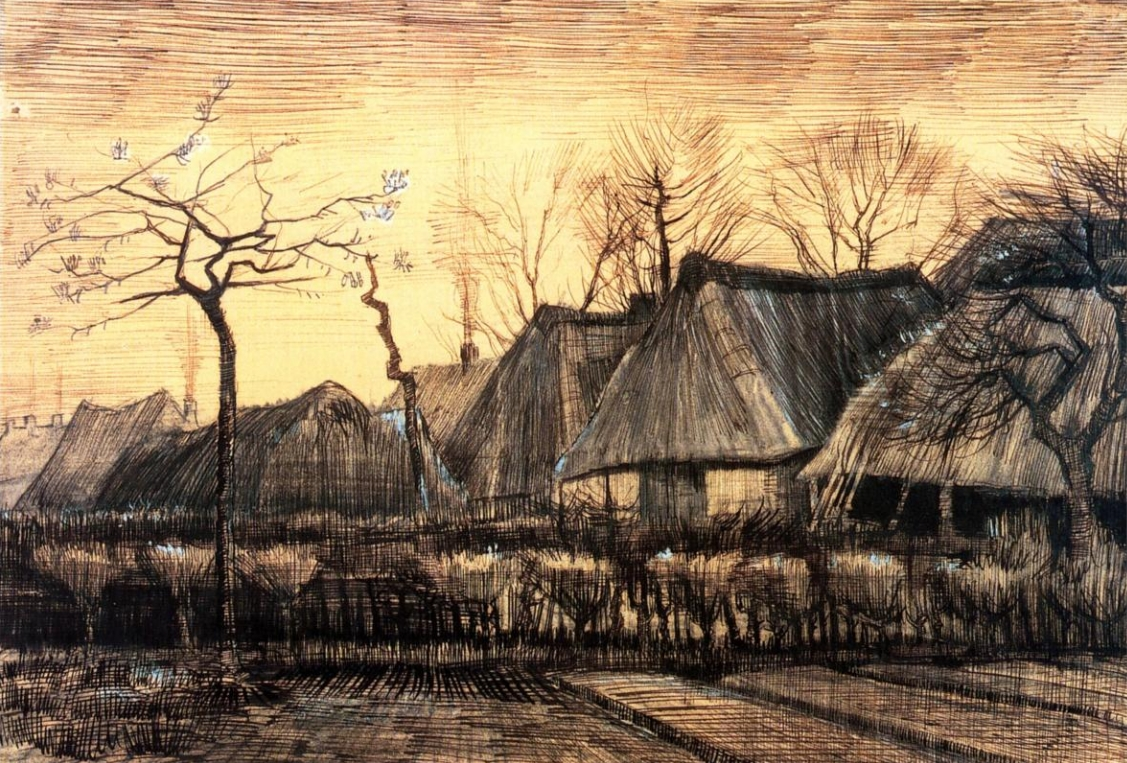
Słomiane dachy, 1884, Tate Gallery (nr kat. F1242)
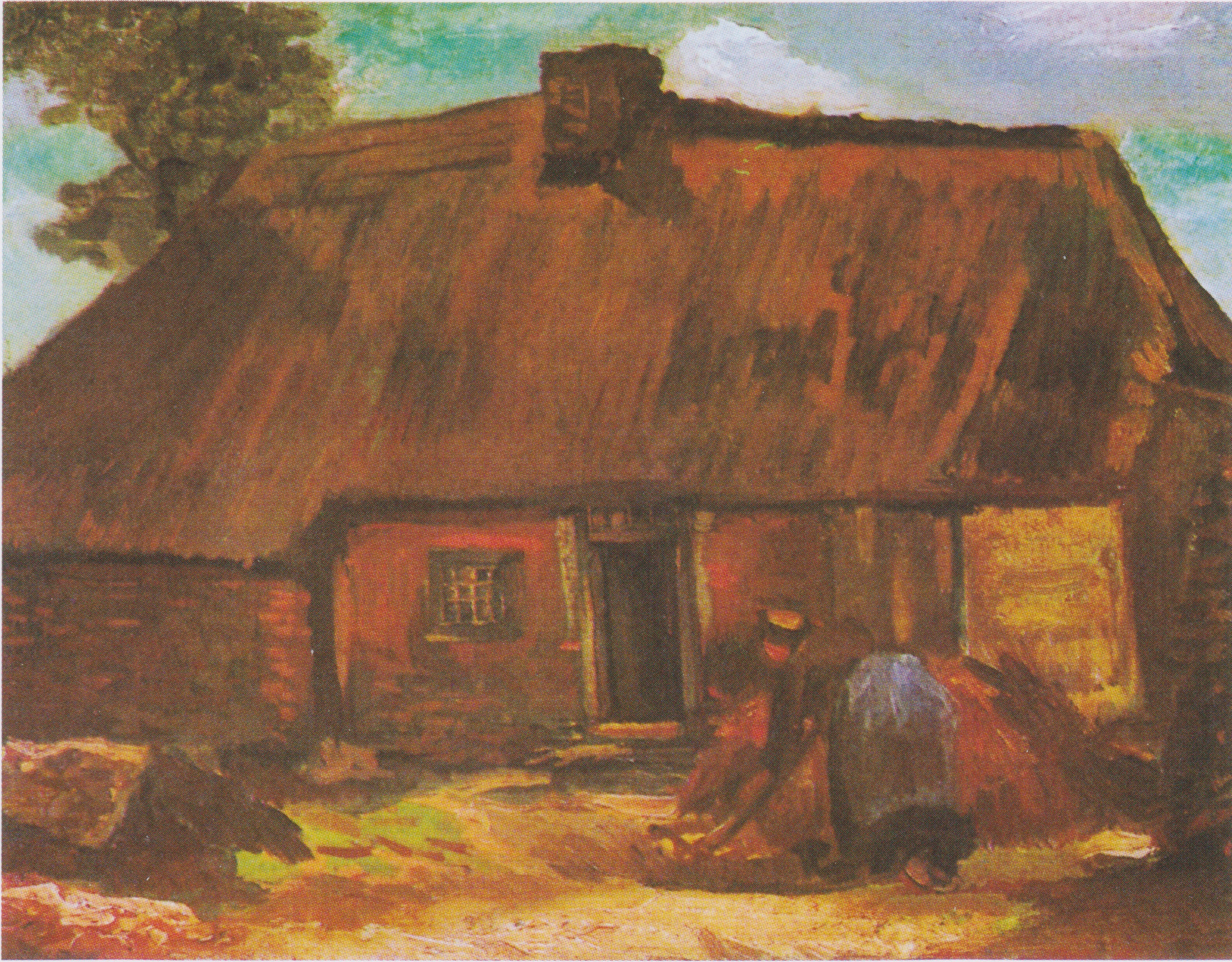
Zagroda z wieśniaczką skopującą ziemię, 1885, kolekcja prywatna (nr kat. F89)
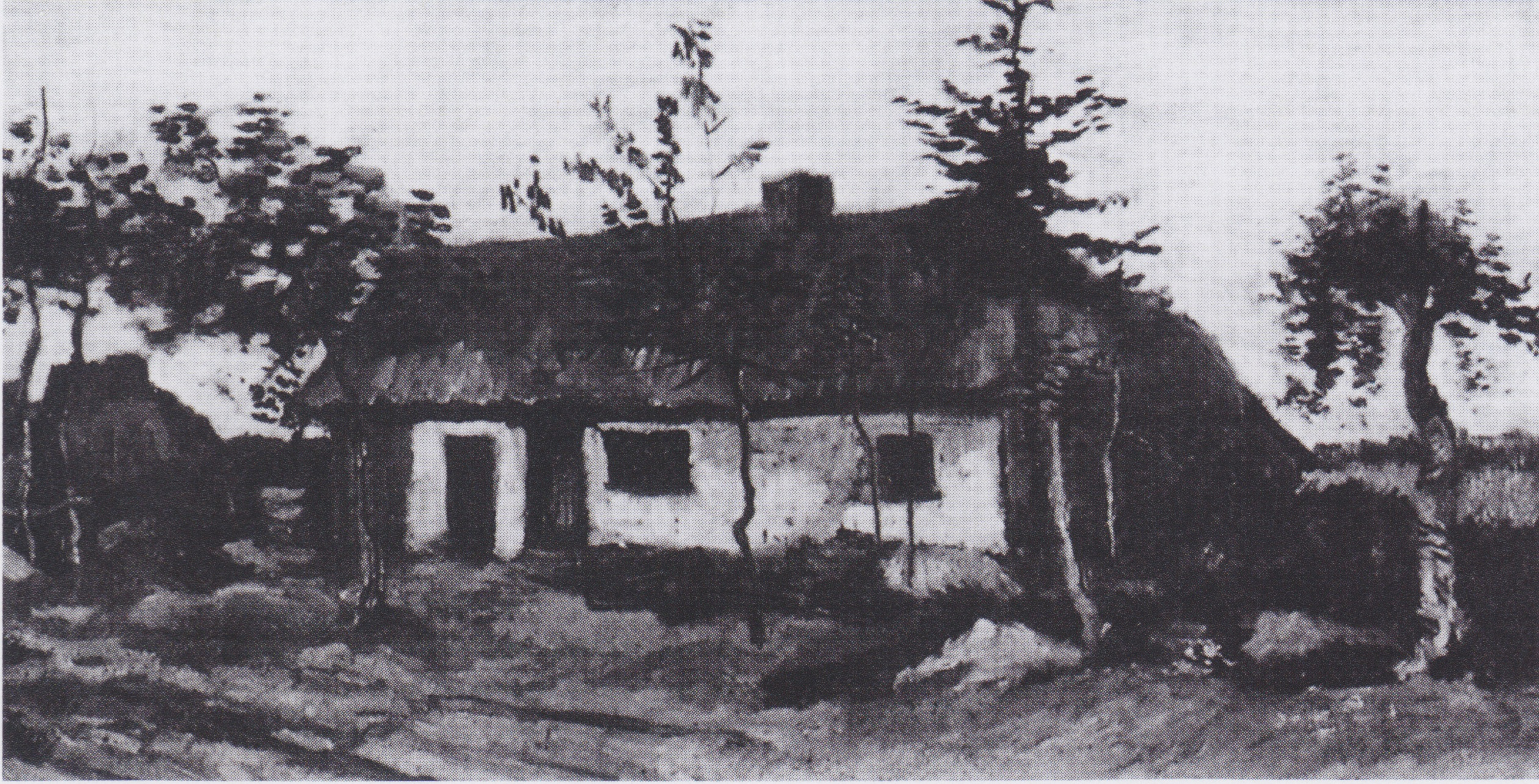
Zagroda z drzewami lub Zagroda, czerwiec 1885, kolekcja prywatna (nr kat. F91)
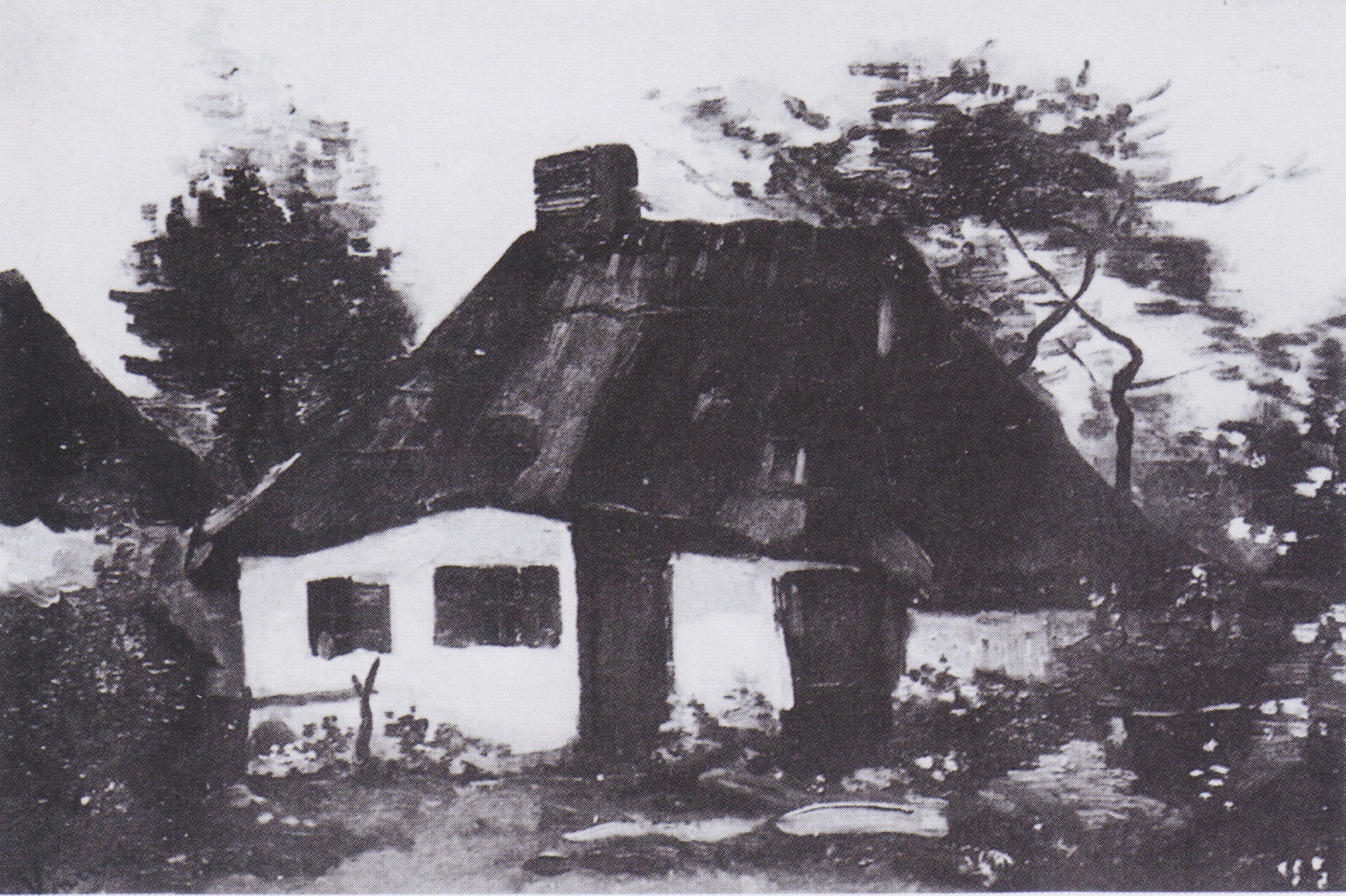
Zagroda z drzewami, 1885, kolekcja prywatna (nr kat. F92)
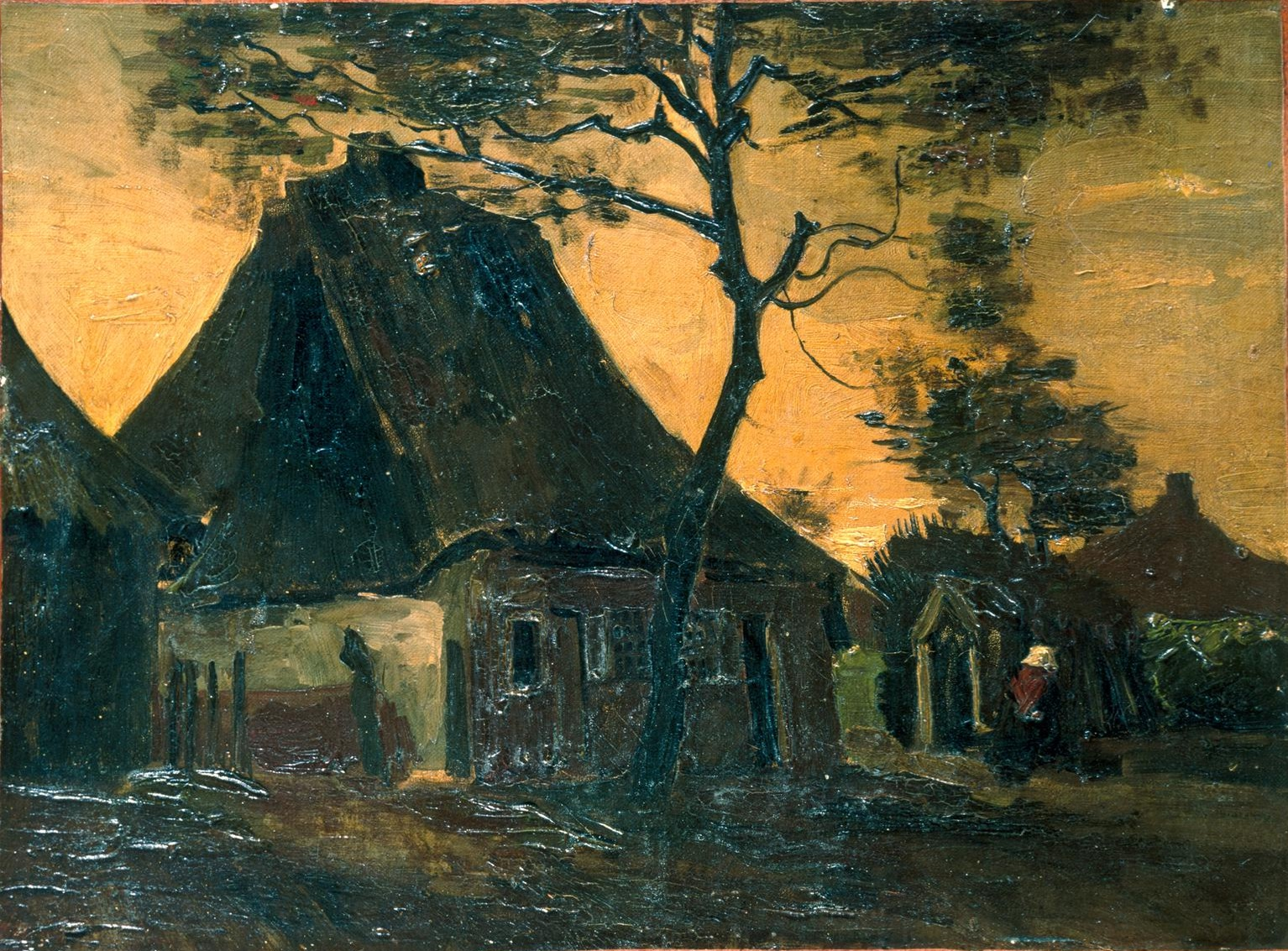
Zagroda z drzewami, 1885, Wallraf-Richartz Museum (nr kat. F93)
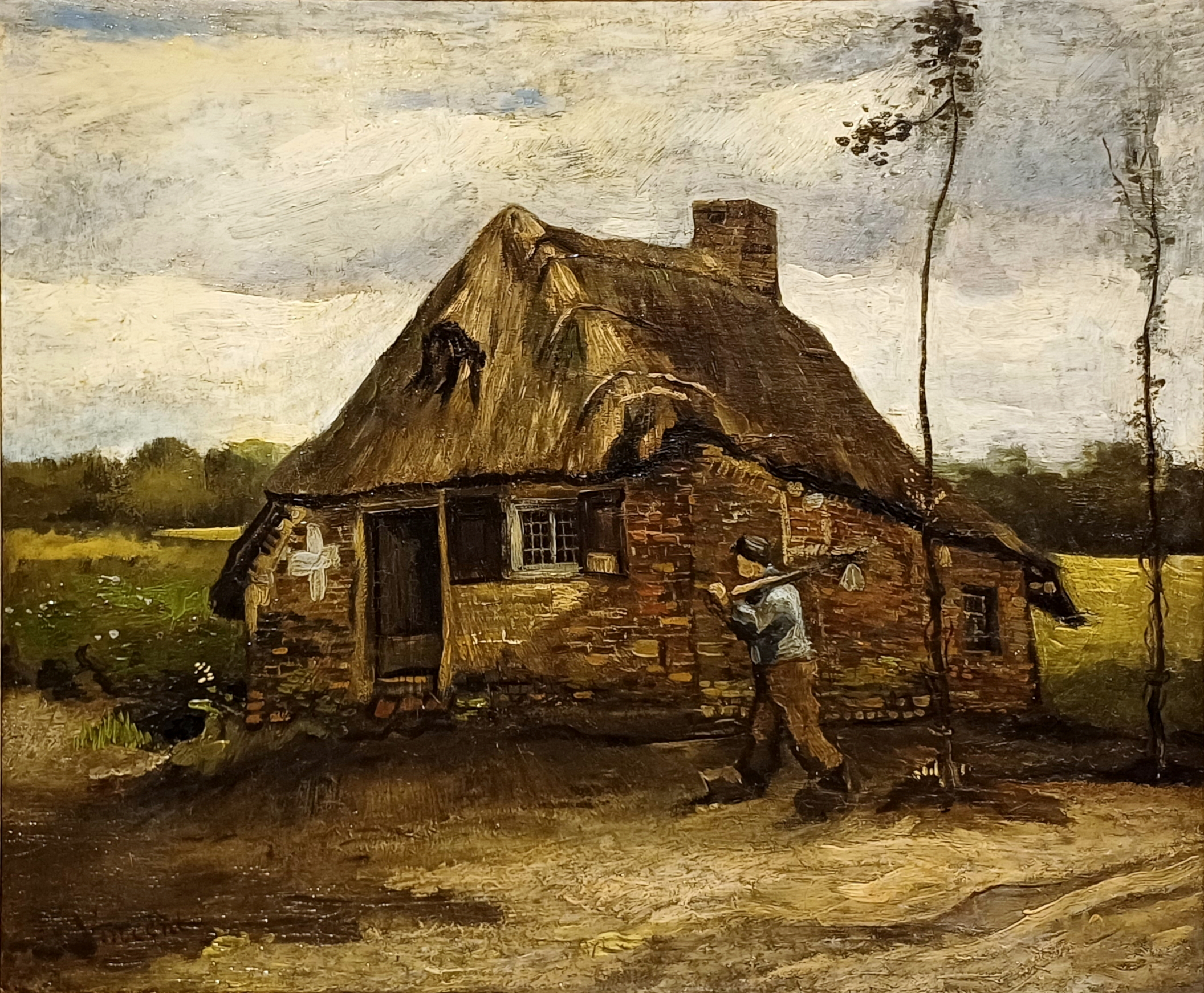
Zagroda z wieśniakiem wracającym do domu, 1885, Museo Soumaya, Meksyk (nr kat. F170)
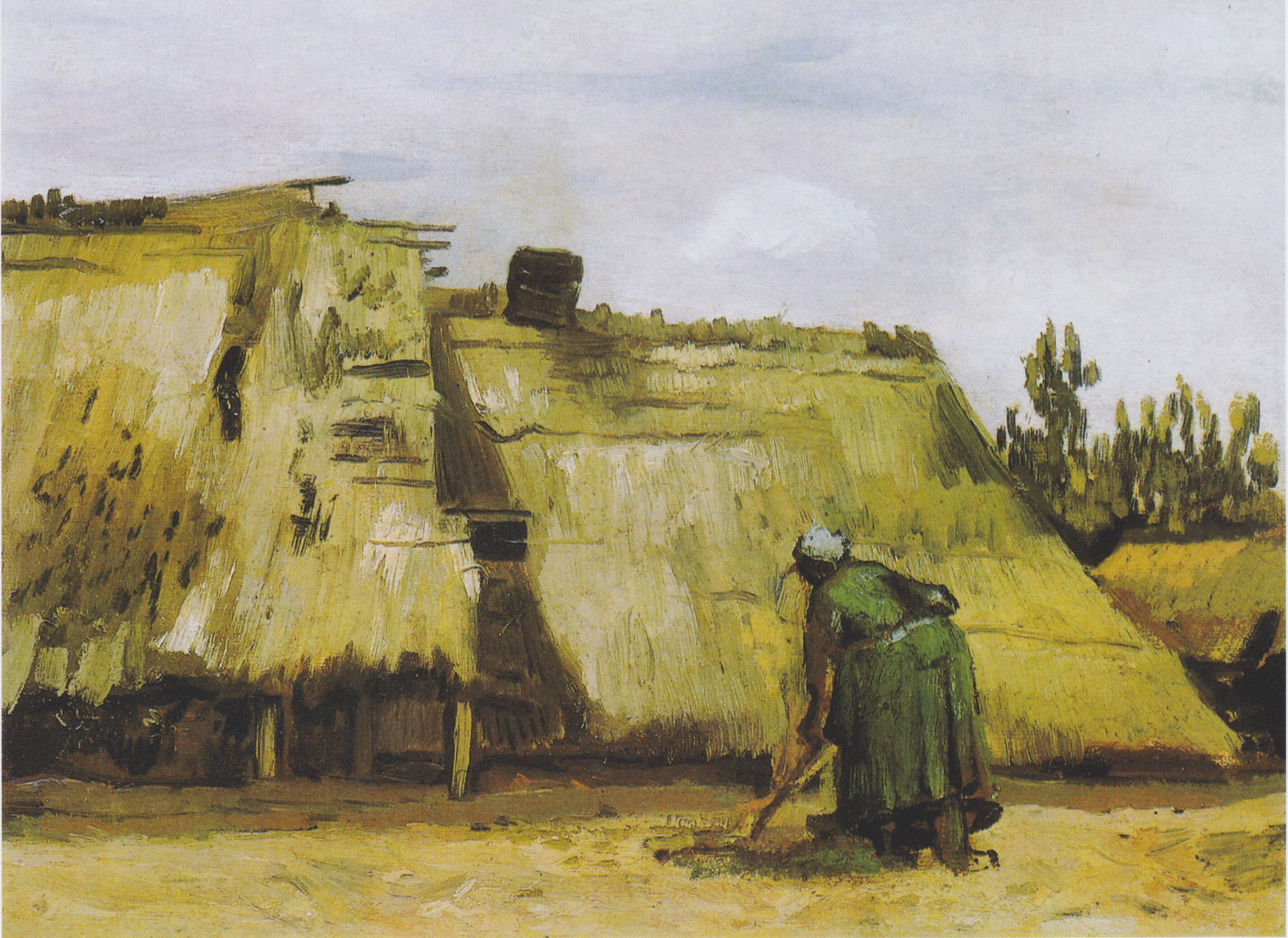
Wieśniaczka skopująca ziemię przed swoją chatą, 1885, Art Institute of Chicago (nr kat. F142)
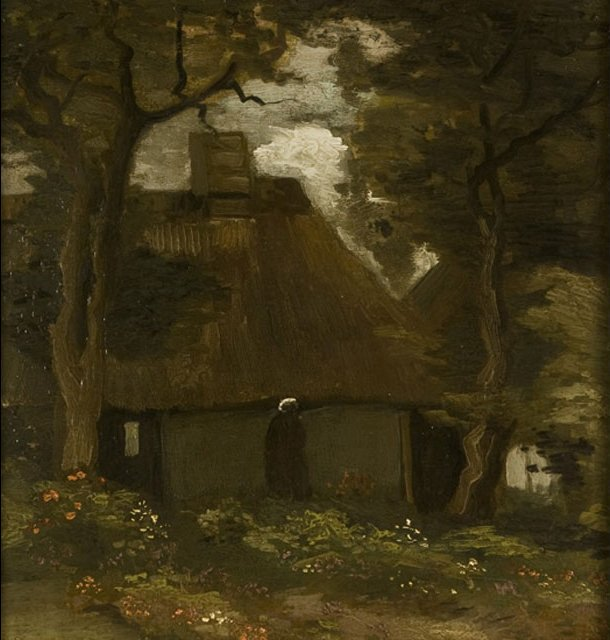
Wiejska chata z wieśniaczką, 1885, kolekcja prywatna (nr kat. F187)
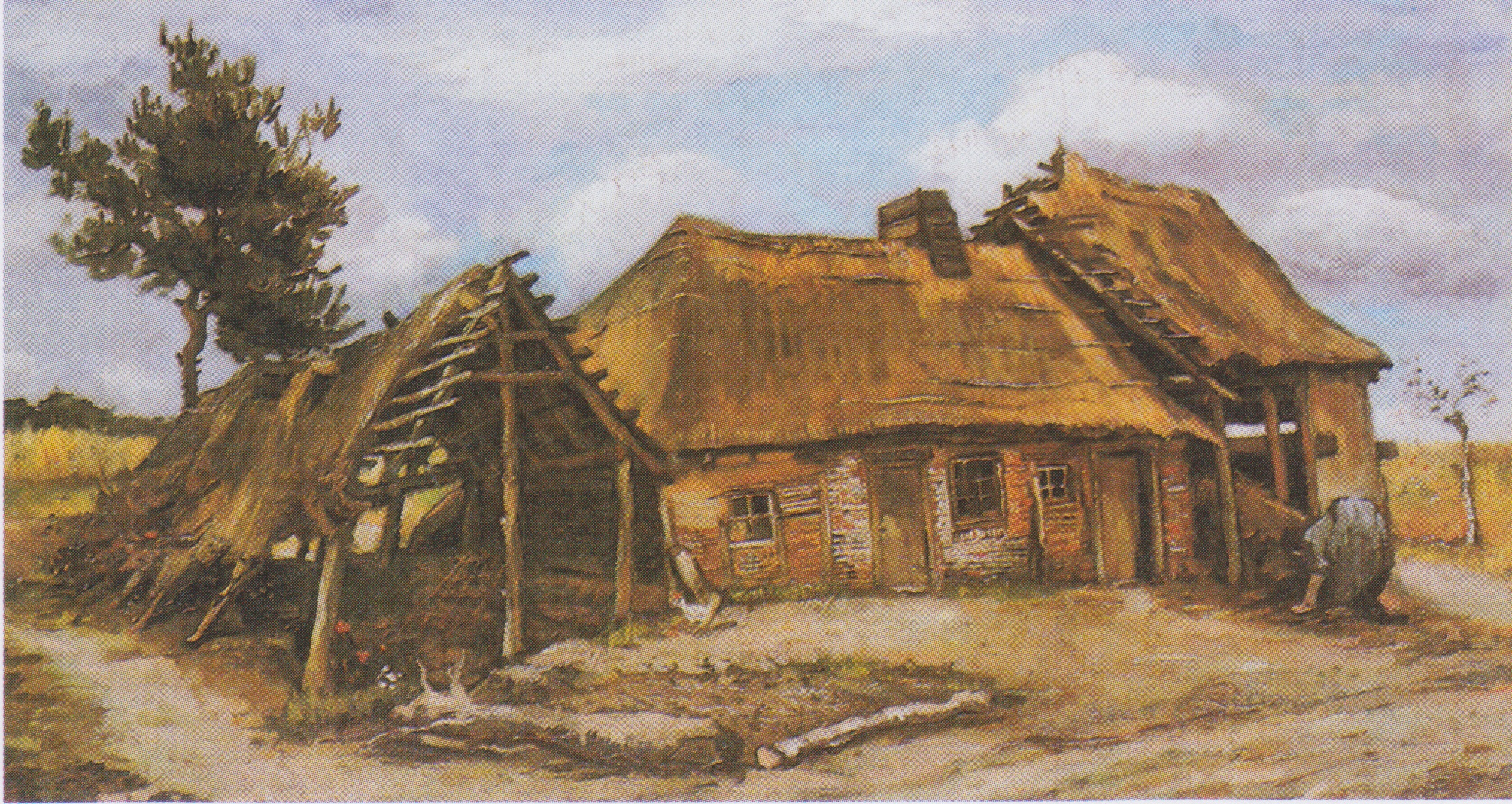
Zagroda z walącą się stodołą i pochyloną kobietą, 1885, kolekcja prywatna (nr kat. F1669)
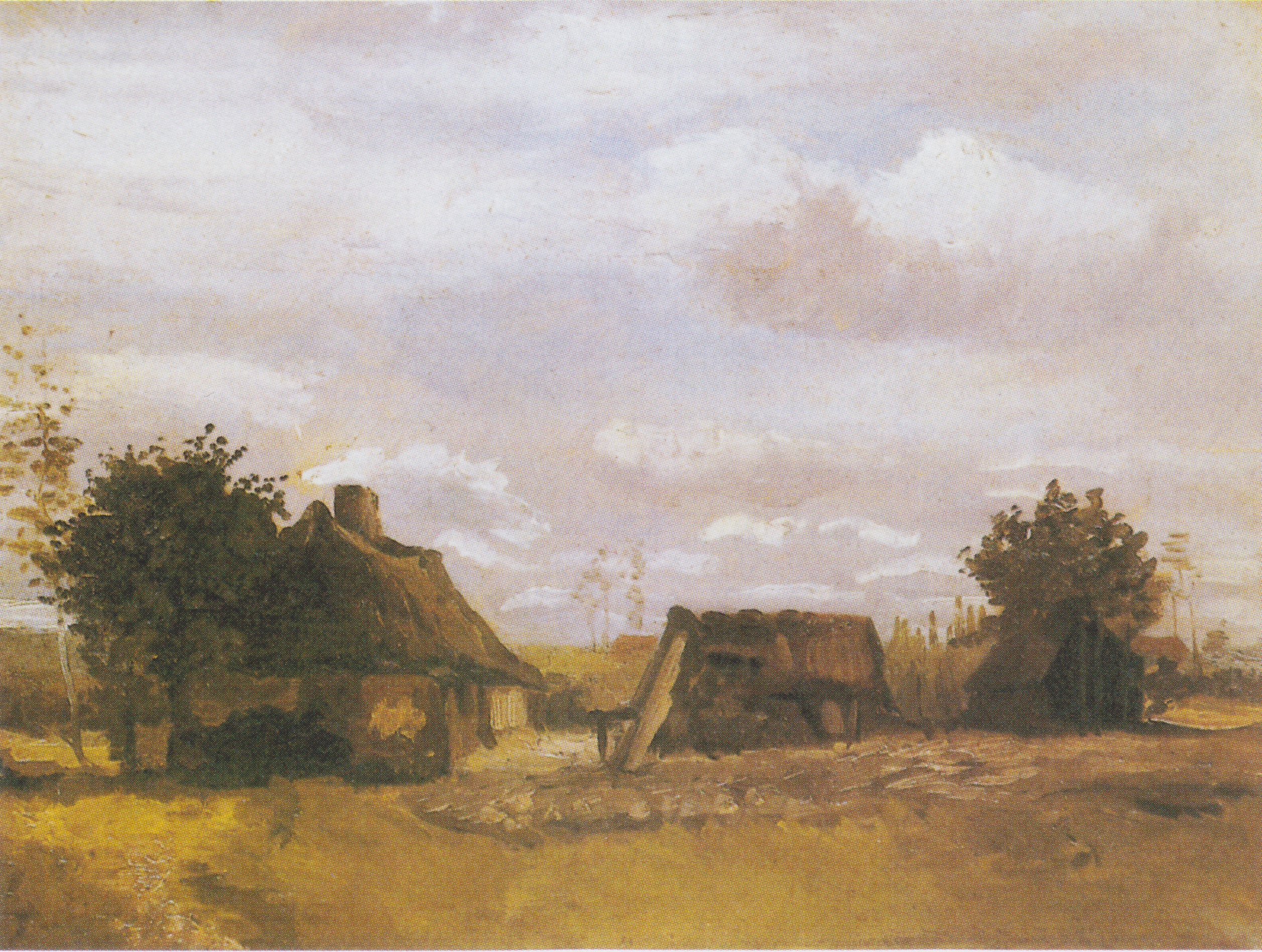
Wiejska chata, czerwiec–lipiec 1885, kolekcja prywatna (brak nru kat. F, nr JH Add. 23)